# 上海育碧
上海育碧电脑软件有限公司（英語：Ubisoft Shanghai）是游戏发行商育碧软件的子公司，成立于1996年12月。主要负责育碧作品的簡體中文化、汤姆·克兰西系列的游戏制作及移植、部分育碧游戏的制作分工及少数其它公司游戏的代理。2009年暑期，上海育碧将单机游戏代理业务转让给寰宇之星，基本退出中国大陆单机游戏发行市场。上海育碧作为育碧在中国的落脚点，也是育碧中国的所在地，其为中国第二大电子游戏工作室和第二大育碧工作室。

## 开发的游戏

### 移植
- 蝙蝠侠：复仇[5]
- 摩洛哥大奖赛[5]
- 雷曼2[5]
- 唐老鸭[5]
- 丛林日记[5]
- F1赛车模拟[5]
- 雷曼3[5]
- 雷曼竞技场[5]
- 幽灵行动[5]
- 恐惧杀机[5]
- 细胞分裂[5]
- 彩虹六号3[5]
- 幽灵行动2（PS2版本）[5]
- 火線獵殺：先進戰士（PS2、Xbox版本）[5]
- 贝奥武夫（PS2、Xbox版本）[5]
- 噩梦鬼魅3[5]
- 超越善恶（高清版）
- 细胞分裂：黑名单（Wii U版本）
- 全境封锁2（中国服务器版）

### 原创
- 特工狂花（2001年）[5]
- 我为歌狂：夏日彩虹（2004年）[6]
- 细胞分裂：明日潘多拉（2004年）[5]
- 细胞分裂：双重间谍（2006年）[5]
- 末日之战（2009年）[7]
- 天降美食（2009年）[8]
- 逃出生天（2010年）[9]
- 重返犯罪現場（2011年）[10]
- 特技摩托 聚变（2014年）
- 妖怪手表 舞力全开（2015年）[11]
- 舞力全开国行版（2020年）

### 协助开发
- 手足兄弟连 D-Day（2006年）[5]
- 工人物语7：王国之路（2010年）[12]
- 雷曼3 高清重制版（2012年）
- 孤岛惊魂3（2012年）
- 孤岛惊魂3：血龙（2013年）
- 细胞分裂：黑名单（2013年）
- 刺客信条 大革命（2014年）
- 孤岛惊魂4（2014年）
- 飙酷车神（2014年，Xbox 360版本）
- 湯姆克蘭西：全境封鎖（2015年）
- 刺客信条：枭雄（2015年）
- 彩虹六号：围攻（2015年）
- 孤岛惊魂：原始杀戮（2016年）
- 孤岛惊魂5（2018年）
- 飙酷车神2（2018年）[13]
- 刺客信条：奥德赛（2018年）[13]
- 舞力全开2019（2018年）[13]
- 孤岛惊魂：新曙光 （2019年）
- 全境封锁2（2019年）[13]
- 孤岛惊魂6（2021年）
- 马力欧+疯狂兔子 希望之星（2022年）
- 阿凡达：潘多拉边境（2023年）
- 星球大战：亡命之徒（2024年）

## 代理发行的游戏
- 《细胞分裂：明日潘多拉》（2004年9月）[14]
- 《孤岛惊魂》（2004年6月8日）[15][16]
- 《代号XIII》（2004年4月8日）[17][18][19]
- 《使命召唤》（2004年1月）
- 《混沌军团》（2003年11月24日）[20][21]
- 《鬼武者》（2003年7月8日）[22]
- 《家园：惊世浩劫》（2001年）
- 《家园》（1999年）